# Pistoia
Pistoia er en by i Italien og er hovedstad i Pistoia-provinsen i regionen Toscana. Byen har 89.309 (2023) indbyggere og ligger ca. 30 km vest og nord for Firenze.